# Axel Brandenburg
Axel Brandenburg, född 1959 i Västtyskland, är en tysk astrofysiker och professor vid NORDITA i Köpenhamn. 
Brandenburg disputerade vid Helsingfors universitet 1990 och blev år 2000 professor i astrofysik vid Nordiska institutet för teoretisk fysik (NORDITA).
Brandenburg invaldes 2014 som utländsk ledamot av Kungliga Vetenskapsakademien.